# Condado de Logan (Colorado)
El condado de Logan (en inglés: Logan County), fundado en 1887, es uno de los 64 condados del estado estadounidense de Colorado. En el año 2000 tenía una población de 20 504 habitantes con una densidad poblacional de 4 personas por km². La sede del condado es Sterling.

## Geografía
Según la Oficina del Censo, el condado tiene un área total de 4778 km² (1844,8 mi²), de la cual 4762 km² (1838,6 mi²) es tierra y 16 km² (6,2 mi²) (0.34%) es agua.

### Condados adyacentes
- Condado de Cheyenne - norte
- Condado de Phillips - este
- Condado de Sedgwick - este
- Condado de Yuma - sureste
- Condado de Washington - suroeste
- Condado de Morgan - suroeste
- Condado de Weld - oeste
- Condado de Kimball - noroeste

## Demografía
En el 2000 la renta per cápita promedia del condado era de $32, 724, y el ingreso promedio para una familia era de $42 241. En 2000 los hombres tenían un ingreso per cápita de $28 155 versus $21 110 para las mujeres. El ingreso per cápita para el condado era de $16 721. Alrededor del 12.20% de la población estaba bajo el umbral de pobreza nacional.

## Ciudades y pueblos
- Atwood
- Crook
- Fleming
- Iliff
- Merino
- Padroni
- Peetz
- Proctor
- Sterling